# Hsziung Hsziang-huj
Hsziung Hsziang-huj (magyaros átírás: Hsziung Hsziang-huj, kínai: 彭德怀; pinyin: Xiong Xianghui;  1919. április 12. – 2005. szeptember 9.) kínai hírszerző, diplomata. Létfontosságú információkat szerzett a kommunisták számára a kínai polgárháborúban. Tevékenysége csak 1991-től vált ismertté. A Kínai Népköztársaság megalakulása után a külügyminisztériumban tevékenykedett diplomataként. Szerepet játszott a kínai–amerikai kapcsolatok fordulat-jellegű megjavításában az 1970-es évek elején.

## Tevékenysége a polgárháborúban
A Csinghua Egyetem hallgatójaként 17 évesen, 1936 decemberében lett titokban a Kínai Kommunista Párt tagja. Közvetlenül Csou En-laj (Zhou Enlai) szervezte be a hírszerző munkára azzal a feladattal, hogy épüljön be  Hu Cung-nan (Hu Zongnan), a Kuomintang neves hadvezére környezetébe, amit merész fellépésével sikerült is teljesítenie. Elfogadták önkéntesi jelentkezését és kitűnő munkájával elérte, hogy 1939 márciusától már a tábornok közelében dolgozhatott, és meg tudta szerezni annak haditerveit, amiket továbbított a kommunisták számára. Hu tábornok annyira megkedvelte, hogy 1947 májusában az Egyesült Államokba küldte tanulni.
A polgárháborús helyzet alakulása miatt azonban a tábornok titkosrendőrsége révén a kikötőből visszahívta az Amerikába indult fiatalembert, aki ekkor azt hitte, hogy leleplezték. Hu azonban a kommunisták főhadiszállása, Jenan (Yan'an) ellen tervezett nagy támadáshoz kérte csupán a véleményét és együttműködését. Hsziung Hsziang-huj (Xiong Xianghui)nak így lehetősége nyílt arra, hogy a kommunistákat részletesen tájékoztassa a készülő nagyszabású támadásról. Ezzel lehetővé tette Mao Ce-tung (Mao Zedong) és a Jenan (Yan'an) védelméért felelős Peng Tö-huaj (Peng Dehuai) számára a felkészülést, majd a végső győzelmet. Mao akkoriban kijelentette, hogy Hsziung (Xiong) tevékenységének haszna felért több hadosztály harci értékével.
Hsziung ezután, Hu ajánlásával, mégis elutazhatott az Egyesült Államokba tanulni.

## Diplomata-karrier
A kommunisták polgárháborús győzelme és a KNK megalakulása után tért vissza egyesült államokbeli tanulmányaiból. Tagja lett az új diplomáciai szolgálatnak, a külügyminisztériumban kezdett dolgozni. Hamarosan közeli munkatársa lett korábbi „felső kapcsolatának”, Csou En-laj (Zhou Enlai)nak, aki a forradalom győzelme után miniszterelnök és egyben külügyminiszter lett. Hsziung részt vett az Indokínával foglalkozó 1954-es genfi konferencián, ahol Kína és Nagy-Britannia megállapodott abban, hogy ügyvivői szinten diplomáciai kapcsolatokat létesítenek. 1962-től Hsziung maga is a londoni kínai képviseleten dolgozott.
A kulturális forradalom kezdetén, 1966-ban Csen Ji (Chen Yi) akkori külügyminisztert is támadni kezdték a vörösgárdisták, revizionizmussal vádolva őt. Hsziung is aláírta azt petíciót, amiben a külügy munkatársai a miniszter védelmére keltek. emiatt aztán Hsziung maga is támadások célpontja lett, de Mao elnök nem felejtette el korábbi jószolgálatait és engedélyezte Csou En-laj (Zhou Enlai)nak, hogy megmentse őt az üldöztetésektől.
A hatvanas évek legvégén, a hetvenes évek elején részt vett azokban a munkálatokban, amelyek a kínai külpolitikai felülvizsgálatára, a Szovjetunióhoz és az Egyesült Államokhoz fűződő kapcsolatok alakítására irányultak. Hsziung maga is amellett szállt síkra, hogy ki kell játszani az „amerikai kártyát” a szovjet fenyegetés ellensúlyozására. Megindultak a titkos kínai-amerikai tárgyalások, amelyek eredményeképpen végül sor kerülhetett Richard Nixon 1972-es kínai látogatására.
Hsziung 1971-ben tagja volt a KNK első delegációjának, ami átvette a Kínai Köztársaság helyét az ENSZ-ben és annak Biztonsági Tanácsában. Pályafutását Kína mexikóvárosi nagyköveteként fejezte be.

## Fordítás
- Ez a szócikk részben vagy egészben a Xiong Xianghui című francia Wikipédia-szócikk ezen változatának fordításán alapul.  Az eredeti cikk szerkesztőit annak laptörténete sorolja fel. Ez a jelzés csupán a megfogalmazás eredetét és a szerzői jogokat jelzi, nem szolgál a cikkben szereplő információk forrásmegjelöléseként.